# Неволина, Анжелика Сергеевна
Анжели́ка Серге́евна Нево́лина (род. 2 апреля 1962, Ленинград, РСФСР, СССР) — советская и российская актриса кино и театра. Заслуженная артистка Российской Федерации (2009).

## Биография
Анжелика Неволина родилась 2 апреля 1962 года в Ленинграде. После окончания в 1983 году Ленинградского государственного института театра, музыки и кинематографии (курс Льва Додина и Аркадия Кацмана) четыре года служила в Театре Комедии.
С 1987 года служит в Малом драматическом театре (ныне — Академический Малый драматический театр — Театр Европы). Сыграла более 40 ролей в кино.

## Личная жизнь и семья
Мать — Людмила Акимовна Демьяненко (1940—2005) — режиссёр дубляжа киностудии «Ленфильм». Отец — Сергей Неволин — моряк, штурман дальнего плавания. Отчим — Александр Демьяненко (1937—1999) — народный артист РСФСР.
Муж — Алексей Зубарев (род. 1954) — актёр.

## Актёрские работы

### В кино
- 1983 — Ах, эти звёзды! (фильм-спектакль) — Ядвига Поплавская
- 1983 — Этот милый старый дом (фильм-спектакль) — Аля
- 1984 — Дом на дюнах — Клара
- 1984 — Из жизни земского врача — девушка
- 1984 — Парад планет — Наташа, подруга Костина
- 1985 — Встретимся в метро — Лика
- 1986 — Сентиментальное путешествие на картошку — Аня Баскина
- 1986 — Точка возврата — Лиза Горюнова, пассажирка
- 1987 — Виктория — Виктория
- 1987 — Залив счастья — Ольга
- 1988 — Радости земные (1 серия) — Наталья в молодости
- 1988 — Собачье сердце — Васнецова, машинистка в конторе Шарикова
- 1989 — Кончина (3 серия) — Ксюша
- 1989 — Он приехал в день поминовения — Алиса
- 1989 — Убегающий август — Светлана
- 1989 — Чародейная ночь — загадочная ночная гостья
- 1990 — Другая драма — Сашка
- 1990 — Духов день — обитательница города
- 1990 — Я объявляю вам войну — Аня
- 1991 — Кошечка — Она
- 1991 — Миф о Леониде — Маруся, сексот НКВД
- 1991 — Счастливые дни — Анна
- 1992 — Веер Леди Уиндермер (фильм-спектакль) —
- 1992 — По прямой — библиотекарша
- 1992 — Романс о поэте — Анна Керн/цыганка
- 1993 — Жизнь с идиотом — жена
- 1993 — Провинциальный бенефис — Александра Негина
- 1993 — Сотворение Адама — Наташа
- 1993 — Счастливый неудачник — тётя Аня
- 1994 — Шамара — Наташа
- 1994 — Я никуда тебя не отпущу — Нина
- 1997 — Приятель покойника — Катя, жена Анатолия
- 1998 — Забытое танго
- 1998 — Про уродов и людей — Екатерина Кирилловна Стасова, слепая жена врача
- 2000 — 2001 — Улицы разбитых фонарей 3 (4 серия «Макароны по-скотски») — Лариса
- 2001 — Любовь и другие кошмары — политик Малютина
- 2000 — 2001 — Убойная сила 2 (5 фильм «Практическая магия») — Суховарова
- 2001 — Агентство (6 серия Розово-голубая «Экологическая катастрофа») — Флорина Фауновна
- 2002 — Агентство «Золотая пуля» — Арина Бурцева
- 2003 — Демон полдня — Саша
- 2004 — Даша Васильева. Любительница частного сыска 4 — Софья Кристалинская
- 2004 — Игра on-line —
- 2004 — Кадеты — Вера Савельева
- 2004 — Новые приключения Ниро Вульфа и Арчи Гудвина (3 серия «Слишком много женщин») — Сесилия Пайн
- 2005 — Вепрь — Евдокия Петровна, врач, медэксперт
- 2005 — Голова классика — Клавдия
- 2005 — Мифы моего детства — мать Шуры-«киндера»
- 2005 — Риэлтор — Вера
- 2005 — Собака Павлова — Валерия, мать Максима
- 2005 — Опера. Хроники убойного отдела (2 сезон, фильм 12 «Закон жанра») — Тося
- 2007 — Груз 200 — жена Артёма
- 2008 — Бесы — Лизавета Николаевна Тушина
- 2009 — Адмиралъ (сериал) — Елена Погуляева
- 2009 — Шпильки — Мария Максимовна
- 2009 — Шпильки 2 — Мария Максимовна
- 2010 — Шпильки 3 — Мария Максимовна
- 2012 — Мор зверей — Лиса
- 2011 — Маяковский. Два дня — Иоанна Матвеевна, жена Брюсова
- 2012 — Мор зверей (короткометражный) —
- 2012 — Провинциал — Надя, сестра Мирошниченко
- 2012 — Силикон —
- 2013 — Интимное пространство —
- 2014 — Чужое — Лиза, дочь Марии Ефимовы
- 2015 — Морские дьяволы. Смерч. Судьбы (2 сезон, фильм 2 «Подшефная») — Светлана Мурашова, мать Муры
- 2015 — Лучше не бывает — Анжелика, мать Вики
- 2016 — Дурная кровь — Евгения Сергеевна
- 2020 — Лунное сияние (короткометражный) —

### В Театре комедии
- 1984 — Тень
- 1987 — Всё о Еве

### В Малом драматическом театре
- 1987 — «Звёзды на утреннем небе» А. Галина — Мария
- 1991 — «Бесы» — Лиза
- 1994 — «Вишнёвый сад» А. П. Чехова
- 1995 — «Отсветы»
- 1995 — «Звёздный мальчик» — мать
- 1997 — «Зимняя сказка»
- 1997 — «Бегущие странники»
- 2000 — «Фрекен Жюли» — Жюли
- «Братья и сёстры» — Татьяна Лобанова
- «Дом Б
- Дом Бернанды Альбы» — Ангустиас
- «Московский хор» — Люба
- «Парчовый барабан» — Ханако
- «Снежная королева» — Снежная королева
- «Утиная охота» А. В. Вампилова — Валерия
- 2011 — «Привидения» — Фру Алвинг
- 2013 — «Подросток» — Софья Павловна Долгорукая
- 2016 — «Синий свет» — Лени Рифеншталь

### Озвучивание фильмов
- 2000 — Пункт Назначения — Клэр Риверс

- 2002 — Астерикс и Обеликс: Миссия Клеопатра — Клеопатра
- 2003 — Холодная гора — Ада Монро

### Озвучивание мультфильмов
- 1998 — Приключения Флика — Принцесса муравьёв Атта
- 1999 — История игрушек 2 — Барби

## Награды и призы
- 1993 — премия имени Фёдора Никитина за лучшую актёрскую работу в фильме «Счастливый неудачник» (конкурс профессиональных премий киностудии «Ленфильм» и Ленинградского отделения Союза кинематографистов)
- 1993 — премия имени Фёдора Никитина за лучшую актёрскую работу в фильме «Жизнь с идиотом» (конкурс профессиональных премий киностудии «Ленфильм» и Ленинградского отделения Союза кинематографистов)
- 1994 — МКФ молодого кино в Турине (приз за лучшую женскую роль, фильм «Я никуда тебя не отпущу»)
- 2009 — присвоено звание заслуженной артистки Российской Федерации[2]